# Pazzi

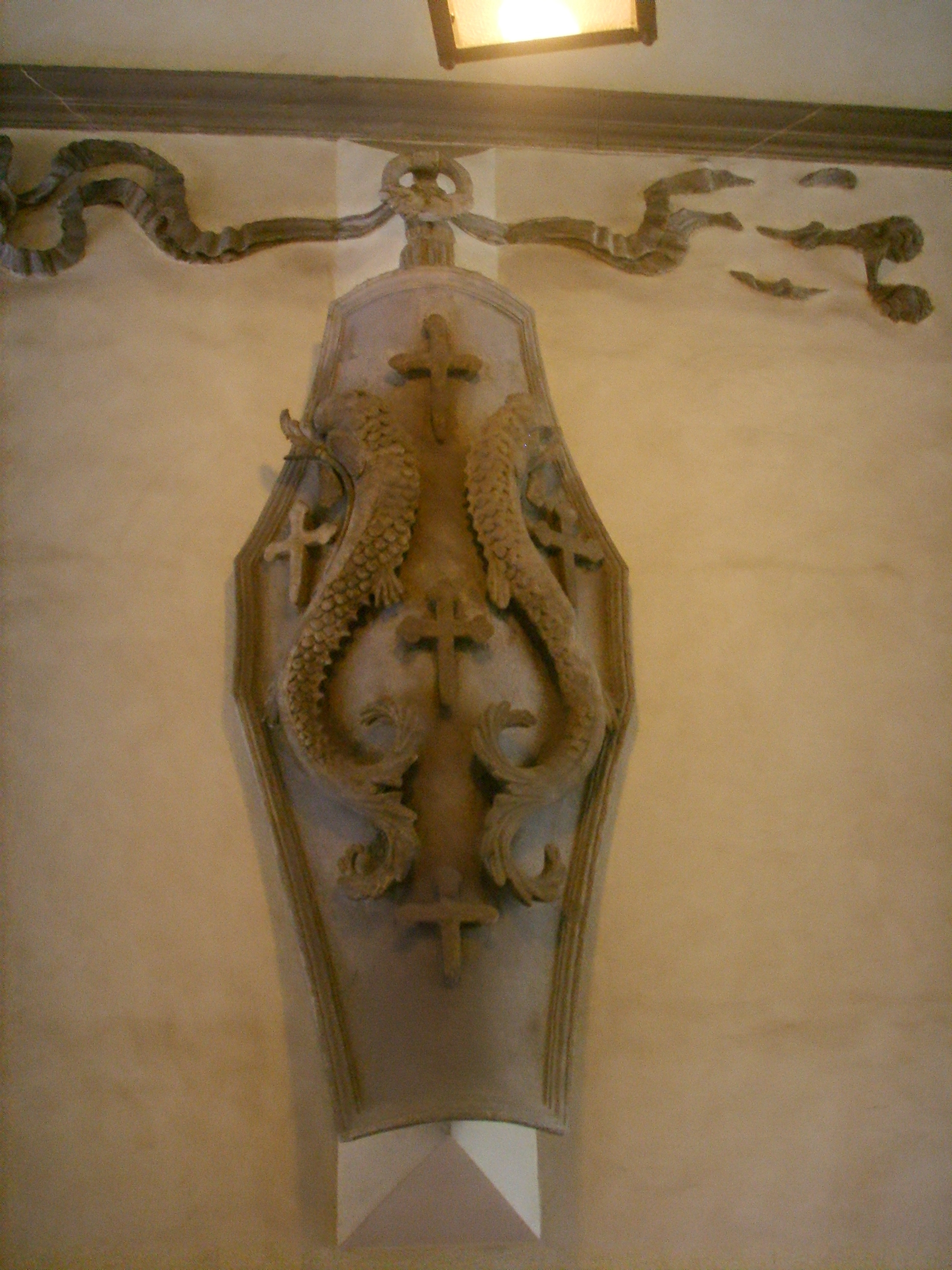
El Escudo Pazzi con dos delfines simétricos sobre cruces de oro sobre campo azul; este del Palacio Pazzi está atribuido a Donatello.

Los Pazzi fueron una familia italiana de central importancia en la historia de Florencia.

## Historia familiar

### Escalada social
Ranieri de Pazzi está normalmente indicado como el antepasado que se transfirió desde Fiesole a Florencia alrededor del siglo XI. El primer personaje de renombre es el legendario Pazzino de Pazzi, caballero cruzado que gracias a sus proezas en el Asedio de Jerusalén durante la primera cruzada obtiene tres fragmentos del Santo Sepulcro que incluso hasta nuestros días son utilizados para encender la llama usada en la Fiesta típica de la ciudad conocida como Scoppio del Carro.
Los Pazzi crecieron en fortuna y prestigio al igual que otras familias florentinas, dedicados al comercio y a las finanzas, con un notable talento que les permitió enriquecerse rápidamente. Políticamente pertenecían al partido de los güelfo distinguiéndose Jacopo de Pazzi, conocido como el Viejo, quien participó en la Batalla de Montaperti, falleciendo en el combate.
Las generaciones sucesivas abrazaron la causa de los güelfos negros aliándose a los Donati. El hijo de Jacopo, Pazzino, fue también un hombre de armas y acompañó a Carlos de Valois cuando este dejó Florencia. Existió también una importante familia feudal homónima en Valdarno, pero cercanos a la corriente gibelina y muchas veces se enfrentaron en lucha contra la República Florentina y con quienes la corriente de Florencia no quiso jamás ser relacionada.
En la  Divina Comedia  de Dante Alighieri es mencionado el traidor Carlino de Pazzi, situado por el autor en el noveno círculo del infierno, donde se encontraban los traidores a la patria. En el mismo canto se menciona también a Camicione de Pazzi, pero este pertenece a la familia de los Pazzi de Valdarno así como también ladrón Rinieri de Pazzi (in Inf XII 137).
En 1429 Andrea de Pazzi comisionó a Filippo Brunelleschi una capilla en el complejo de la  Basílica de la Santa Cruz, la que fue terminada cerca de 1450 siendo una de las más armoniosas y célebres realizaciones del primer renacimiento: Capilla Pazzi.

### La conspiración de los Pazzi

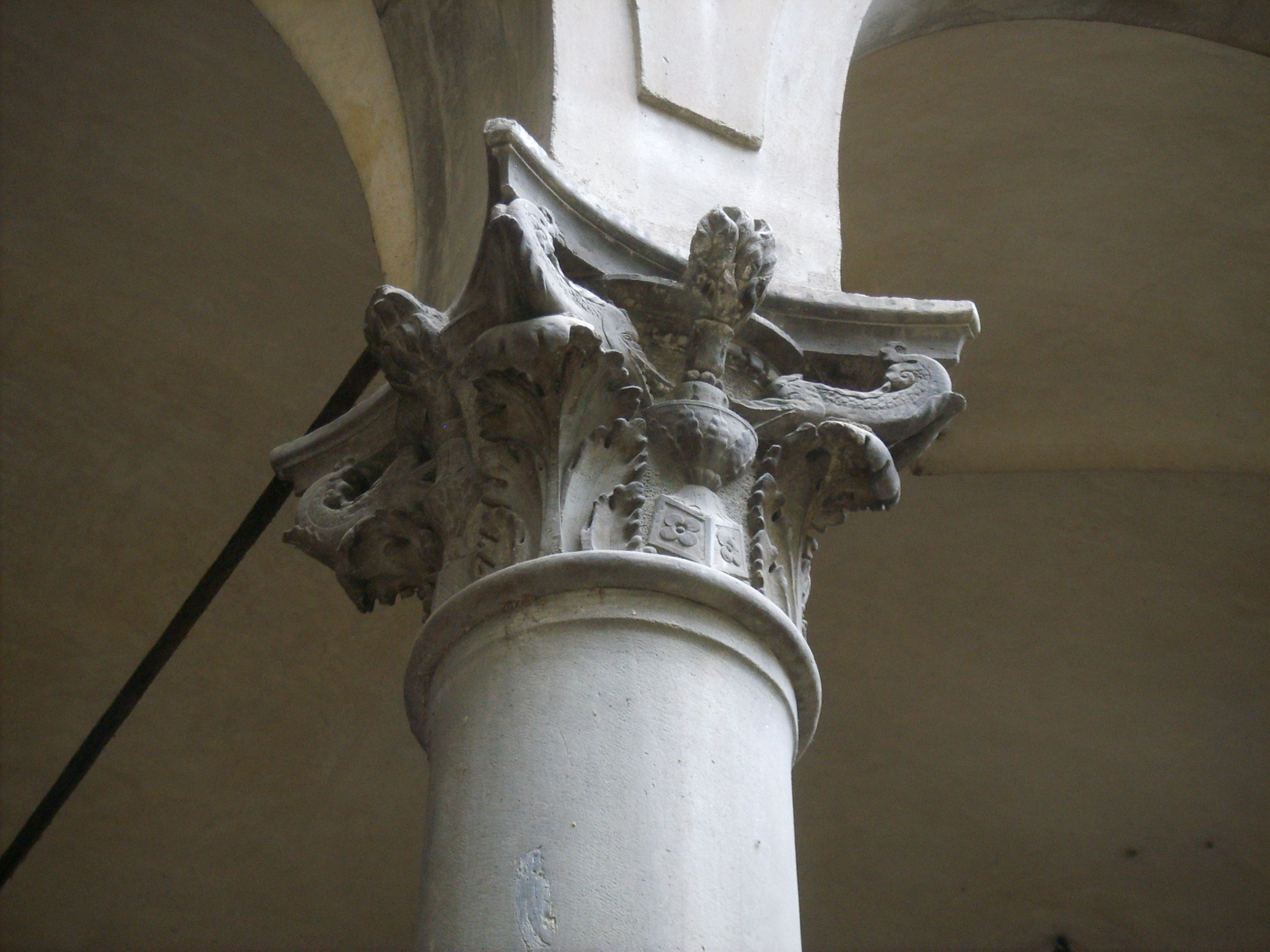
En las decoraciones del Palacio Pazzi se pueden ver las tres lunas, antiguo símbolo de la familia, junto a los pequeños recipientes que contienen el “fuego sagrado”.

Durante este período la familia Pazzi alcanza el apogeo del prestigio. Estaban emparentados con las más nobles y ricas familias florentinas, entre ellos los Médici a través del matrimonio de Guglielmo de Pazzi y Bianca de Medici, hermana de Lorenzo el Magnífico, poseían un lujoso palacio en la ciudad proyectado por Giuliano da Maiano y la Villa La Loggia en Bolonia comprada a la familia Latini; eran dueños de uno de los bancos más importantes de la ciudad el que después de la elección del Papa Sixto IV en 1471 obtuvo el manejo de las finanzas pontificias, destronando a los Médici quienes habían poseído esta labor desde los tiempos de Giovanni De Medici, padre de Cosimo El Viejo.
Si bien los Pazzi sostuvieron que este cambio de preferencias se debía solamente a sus méritos comerciales y no a malas prácticas, este hecho fue la primera fricción entre ambas familias.
A continuación existió el problema de la herencia de Giovanni de Pazzi. Lorenzo, a través del poder judicial, como un señor de facto de la ciudad, promulgó una ley que impedía que la herencia fuese a las hijas de Giovanni sino a las arcas florentinas, por lo que la gran suma de dinero no fue a incrementar los recursos de los Pazzi sino a los Médici, que ahora tenían como sus principales rivales. 
Algunos de los Pazzi como Jacopo y Francesco se sintieron siempre amenazados por la figura de Lorenzo, a tal punto de desarrollar un complot para eliminar a quienes consideraban como peligrosos tiranos.
Los Pazzi recibieron el apoyo de importantes fuentes y personalidades, quienes se unieron rápidamente para planear el asesinato de los dos exponentes más importantes de la familia Médici: Lorenzo y su hermano Giuliano. Entre los partidarios más importantes se encontraba el propio Papa Sixto IV, quien veía Florencia el lugar ideal para asentar a su familia, y el Arzobispo de Pisa  Francesco Salviati. 
La verdad es que hasta hoy no queda claro dónde se genera la conspiración, quizá fue en Roma y no en Florencia, ya que se encontraba implicado un personaje tan preponderante como el sumo pontífice.
De todas formas el error más grave que cometieron fue malinterpretar por completo la opinión que la ciudad tenía de los Médici y calcular que un complot como este recibiría el apoyo del pueblo.
El atentado se produce el 26 de abril de 1478 en el que Giuliano murió en un charco de sangre en el suelo de la Catedral de Santa María del Fiore y Lorenzo escapó herido pero vivo. Cuando los hombres guiados por Jacopo de Pazzi llegaron a la Plaza de la Señoría gritando "¡Libertad!" los florentinos en lugar de apoyarlos se unieron en su contra en un linchamiento público espontáneo e irrefrenable, y en menos de un día se encontraban colgados de las ventanas del Palacio Vecchio.
Todos los hermanos Pazzi fueron hechos prisioneros de por vida en Volterra, siendo Renato de Pazzi el menos afortunado, ya que siempre se opuso a la conspiración y trató de ponerse a salvo de la horda enfurecida, pero fue capturado y ahorcado.
Lorenzo fue severo: prohibió a cualquiera casarse con alguien relacionado con los Pazzi (norma que fue abolida a los pocos años) e hizo borrar de toda la ciudad el nombre y los símbolos de la familia.

### Resurgimiento
Lorenzo de Médici no hizo nada para detener al pueblo que hizo justicia con sus propias manos; al poco tiempo toda la familia Pazzi fue puesta en prisión o exiliada. Sólo tras la muerte de Lorenzo en 1492 se permitió a quienes no tuvieron que ver con la conspiración volver a la ciudad y retomar sus propiedades tales como el Palacio Pazzi; poco a poco volvieron a hacerse cargo de algunos puestos políticos. 
Durante este período se distinguieron Guglielmo dei Pazzi, importante hombre de política y diplomacia y su hijo Cosimo, Arzobispo de Florencia desde 1508 a 1513, Raffaele de Pazzi fue un famoso capitán al servicio del Papa Julio II.
Los Pazzi nunca volvieron a tener el prestigio o riqueza de la que hicieron gala antes de la conspiración, pero se mantuvieron entre las grandes familias de Florencia, acatando el poder de los Médici y concentrados en sus negocios, orientados cada vez más a la agricultura, tras la crisis del comercio y manufactura de finales del Cinquecento. 
Al finalizar el siglo XVI un nuevo motivo de orgullo para la familia fue la vida de María Magdalena de Pazzi, monja carmelita famosa por sus visiones y santificada poco después de su muerte, convirtiéndose en una de las santas más influyentes de Florencia.

## Árbol genealógico
A continuación se muestran los exponentes más importantes.

## Curiosidades
- La locura que significó la Conspiración de los Pazzi ha dado para pensar que el adjetivo ”pazzo” (loco en italiano) naciera de este episodio, pero en realidad la palabra es mucho más antigua y de nacimiento incierto, hay quienes la relacionan con el latín patiens, impaciente, otros con el griego pathos, entendido como enfermedad del ánimo, otros lo atribuyen al Alto alemán antiguo donde existe la palabra parjan que significa enfurecerse.

## En la cultura popular
- Thomas Harris cita a la familia en su hipotético descendiente: el comisionado de la Policía Rinaldo Pazzi, en su libro Hannibal.

- En el videojuego Assassin's Creed II, la familia Pazzi está aliada con los Templarios, enemigos de los Asesinos.

- Desde octubre de 2016 la familia Pazzi es interpretada en la miniserie Medici: Masters of Florence.